# Добропілля (Скадовський район)
Добропі́лля — село в Україні, у Долматівській сільській громаді Скадовського району Херсонської області. Населення становить 1062 осіб.
24 лютого 2022 року село тимчасово окуповане російськими військами під час російсько-української війни.

## Населення
Згідно з переписом УРСР 1989 року чисельність наявного населення села становила 1104 особи, з яких 560 чоловіків та 544 жінки.
За переписом населення України 2001 року в селі мешкали 1062 особи.

### Мовний склад
Рідна мова населення за даними перепису 2001 року:
| Мова       | Чисельність, осіб | Доля     |
| ---------- | ----------------- | -------- |
| Українська | 953               | 89,74 %  |
| Російська  | 99                | 9,32 %   |
| Інше       | 10                | 0,94 %   |
| Разом      | 1 062             | 100,00 % |

## Храми
- Храм Святої Троїці УПЦ КП

## Особистості
На початку 1960-х у Добропілля приїжджав письменник Олесь Гончар збирати матеріали для роману «Тронка» (1963).
У селі народився Антон Коломієць (1988—2022) — журналіст і військовослужбовець, учасник російсько-української війни, кавалер ордена «За мужність» III ступеня (посмертно).